# Couesmes-Vaucé
Couesmes-Vaucé is een gemeente in het Franse departement Mayenne (regio Pays de la Loire) en telt 383 inwoners (1999). De plaats maakt deel uit van het arrondissement Mayenne.
Couesmes-Vaucé is een kleine gemeente, met slechts 300 eigendommen en volgens de volkstelling van 2019 378 inwoners.
Couesmes-Vaucé ligt dicht bij zowel Normandië als Bretagne en ligt op ongeveer 20 mijl van de omliggende steden Rennes en Le Mans. Het dorp ligt in het hart van een agrarisch gebied dat bekend staat om zijn goede eten en cider.
Er is een bloeiende en goed geïntegreerde Engelse gemeenschap die al meer dan dertig jaar bestaat.

## Geografie
De oppervlakte van Couesmes-Vaucé bedraagt 18,8 km², de bevolkingsdichtheid is 20,4 inwoners per km².

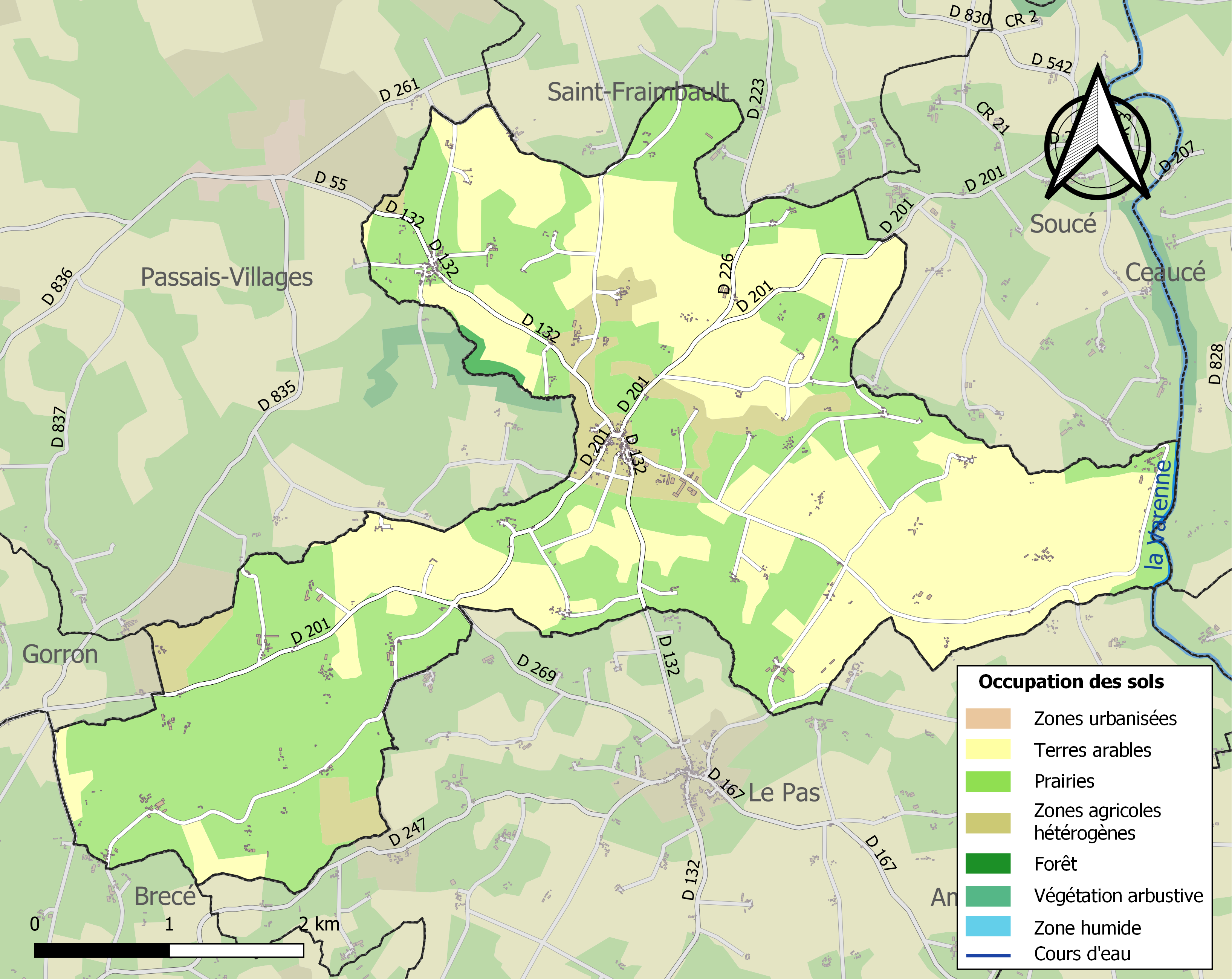
Kaart van de gemeente met de belangrijkste infrastructuur, bodemgebruik en omliggende gemeenten

## Demografie
Onderstaande figuur toont het verloop van het inwonertal (bron: INSEE-tellingen).

1. ↑  Populations de référence 2022.